# 제2회 이주민 영화제
제2회 이주민 영화제는 2007년 8월 31일에 열린 시상식이다.

## 수상 및 후보

### 이주/노동
- 고스츠 - 닉 브룸필드
- 멕시코인이 사라진 날 - 세르지오 아라우
- 나인 스타 호텔 - 이도 하르
- 나의 이주 영혼 - 야스민 카비르
- 피크닉 - 박성국
- 불한당들 - 장훈
- 잠수왕 무하마드 - 정윤철
- 메리 크리스마스 - 최영준
- 2007 불법노동, 대한민국 - 문성준
- 순간들 속에서 - 전의령
- 쫓겨난 사람들 - 마붑 알엄

### 이주여성
- 가족 - 땅 티 니
- 그들의 새로운 생활 - 방 시 벽아
- 그리움 그리고 꿈 - 웬 티 몽 디엔
- 나의 가족 이야기 - 조이
- 나의 천사들 - 원 티 느옥 느아
- 로잘리나 이야기 - 로잘리나
- 은희 - 황 트 린
- 태양과 등대 - 최연순
- 행복한 한국생활 - 진상
- 이주여성 미디어 워크숍 메이킹 영상 - 나의 영화 - 배수경
- 대만의 태국 노동자들 : 로또로 인생역전 - 칸트 나 칸트
- 노예 비자 - 디마 알-준디
- 봉 보야쥬 - 카퐈니 키왕가
- 힘들지? 아니예요 - 윤지연
- 베트남 처녀를 찾습니다 - 미라벨 앙
- 달려라, 아차오! - 잉 훼이 쉬

### 이주아동
- 베일 - 하비 살라
- 볶음밥 나시 - 닐스 무이
- 우린 친구야 - 삐에르 M. 트루도
- 니마 - 아넬리스 크럭
- 나눔 캠페인 - 미란다 스미스
- 농장 노동자 : 현대판 노예? - youth activist
- 안녕, 내 아들 - 히샴 쟈만
- 동네 한 바퀴 - 김원구

### 아시아 액티비스트 네트워크
- 포효하는 칸삿 - 아미눌 악암 외 2명
- 총알의 함성 - 달레나

### 문화공감
- 보이샤키 - 아미눌 악암
- 아메리카, 아메리카! - K. P 사시
- 그림나라의 그림 - 마붑 알엄
- 평화의 나무 - 미트라 센

### 이주노동자 직접제작
- 거짓말쟁이 - 저우 미 아우
- 쓰레기 같은 버마인권운동가들의 삶 - 빠 카이
- 시작 - 혜인
- 뚜야의 아름다운 나날 - 조니 아웅
- 월급 날 - 미노드 목탄